# David Willcocks
Sir David Valentine Willcocks CBE MC (30. prosince 1919 Newquay, Cornwall – 17. září 2015 Cambridge) byl britský sbormistr, dirigent, varhaník a hudební skladatel. Nejvíce se proslavil spoluprací se sborem Choir of King’s College (Cambridge) v Cambridgi.

## Život
Narodil se v Newquay v hrabství Cornwall. Svou hudební dráhu začal ve svých deseti letech jako sborista ve Westminsterském opatství. V roce 1934 se stal studentem hudebního oddělení Clifton College v Bristolu a od roku 1938 studoval hru ma varhany v King's College v Cambridgi.
Po vypuknutí 2. světové války přerušil studia a nastoupil do armády jako podporučík pěchoty (Duke of Cornwall's Light Infantry). Zúčastnil se vylodění v Normandii a za svou činnost byl vyznamenán britským válečným křížem.
V roce 1945 se vrátil do Cambridge, aby dokončil studia. V roce 1947 se stal dirigentem Filharmonické společnosti Cambridge. V roce 1950 přesídlil do Worchestru, kde až do roku 1957 působil jako varhaník místní katedrály a v letech 1951, 1954 a 1957 byl hlavním dirigentem festivalu pěveckých sborů Three Choirs Festival. Kromě toho byl sbormistrem městského pěveckého sboru v Birminghamu. Od roku 1956 do roku 1974 byl také sbormistrem Bradfordské festivalové sborové společnosti (Bradford Festival Choral Society). Spolupracoval s nejvýznamnějšími tehdejšími britskými skladateli jako byli Ralph Vaughan Williams, Benjamin Britten, Herbert Howells a Michael Tippett.
V letech 1957–1974 zastával postavení, které ho nejvíce proslavilo. Byl hudebním ředitelem King's College v Cambridgi. S pěveckým sborem této koleje vytvořil řadu nahrávek, které jsou v celém světě vysoce ceněny, pořádal koncerty v mnoha zemích celého světa a vystupoval v mnoha pořadech rozhlasu i televize. S Válečným requiem Benjamina Brittena vystoupil i v milánské La Scale, v Benátkách, Japonsku, Hongkongu a dalších zemích. Kromě toho působil od roku 1960 i jako hudební ředitel londýnského Bachova sboru. V roce 1970 pak přijal funkci ředitele Královské hudební koleje (Royal College of Music).
Za svou činnost obdržel řadu ocenění a vyznamenání:
- Commander of the Order of the British Empire (CBE), 1971
- Knight Bachelor, 1977
- čestné doktoráty britských univerzit Bradford, Bristol, Exeter, Leicester, Sussex a Royal College of Music v Londýně
- doktoráty amerických univerzit: Luther College (Iowa), St. Olaf College (Minnesota), Rowan University and Westminster Choir College (New Jersey)
- doktoráty kanadských univerzit: Trinity College Toronto a Victoria B.C. (celkem více než 50 čestných doktorátů)

Zemřel ve svém domě v Cambridgi 17. září 2015 v ranních hodinách ve věku 95 let.